# Алекс Мортенсен
Алекс Єнс Кеннет Мортенсен (швед. Alex Jens Kenneth Mortensen, нар. 13 липня 2002, Кальмар, Швеція) — шведський футболіст, нападник нідерландського клубу «Гронінген».

## Ігрова кар'єра
Алекс Мортенсен є вихованцем футбольної академії шведського клубу «Кальмар». У 2021 році Алекс приєднався до першої команди клубу. Але грав в основі лише в матчах на Кубок Швеції.
Влітку 2021 року футболіст на правах оренди перейшов до нідерландського «Гронінгена». А після завершення сезону футболіст підписав з нідерландським клубом дворічний контракт. 